# Ruta Estatal de Alabama 18
La Ruta Estatal de Alabama 18, y abreviada SR 18 (en inglés: Alabama State Route 18) es una carretera estatal estadounidense ubicada en el estado de Alabama. La carretera inicia en el Oeste desde la MS 12  en la línea estatal cerca de Vernon, Alabama sigue en sentido Este hasta finalizar en la AL 69     en Oakman, Alabama, tiene una longitud de 99,12 km (61.5 mi).

## Mantenimiento
Al igual que las autopistas interestatales, y las rutas federales y el resto de carreteras estatales, la Ruta Estatal de Alabama 18 es administrada y mantenida por el Departamento de Transporte de Alabama por sus siglas en inglés ALDOT.

## Cruces
La Ruta Estatal de Alabama 18 es atravesada principalmente por los siguientes cruces:
- AL 17     en Vernon
- US 43 en Fayette
- AL 107     en Fayette